# Agesidamo
Agesidamo (Locri Epizefiri, VI secolo a.C. – Locri Epizefiri, V secolo a.C.) è stato un atleta e pugile greco antico.

## Biografia
Fu figlio di un tale Archestrato, e padre del militare siceliota Cromio di Etna. Visse nella città di Locri Epizefiri della Magna Grecia. Vinse da ragazzo ai Giochi olimpici nel pugilato, probabilmente alla LXXIV Olimpiade. Pindaro lo celebra nella X Olimpica (Ad Agesidamo di Locri Epizefirio fanciullo pugile), e nell'XI Olimpica (Allo stesso Agesidamo Epizefirio fanciullo pugile).